# Fritz Pauli (Politiker)
Friedrich Wilhelm „Fritz“ Pauli (* 14. März 1832 in Köln; † 18. Dezember 1898 in Großkönigsdorf) war ein deutscher Jurist und Politiker.

## Leben
Fritz war Sohn des Postmeisters Joseph Pauli (1797–1862) und dessen Ehefrau Katharina Denhoven. Er besuchte in Köln das Gymnasium und studierte Rechtswissenschaft in Rheinischen Friedrich-Wilhelms-Universität Bonn, Schlesischen Friedrich-Wilhelms-Universität und der Königlichen Universität zu Greifswald. 1852 wurde er Mitglied des Corps Marchia Breslau. 1853 schloss er sich dem Corps Palatia Bonn an. Nach dem Studium war er Auscultator am Landgericht Köln und am Landgericht Aachen sowie Referendar bei der Regierung in Köln und anschließend Assessor bei der Regierung in Stettin. Infolge der Pressordonanz von 1863 schied er auf eigenen Wunsch aus dem Staatsdienst aus.
1863–1867 und 1868–1874 war Pauli linksliberales Mitglied des Preußischen Abgeordnetenhauses. 1867–1871 war er fraktionsloses Mitglied des Reichstags des Norddeutschen Bundes für den Wahlkreis Köln 2 (Köln-Land). In dieser Eigenschaft gehörte er von 1868 bis 1870 auch dem Zollparlament an.
Gemeinsam mit dem Landtagsabgeordneten Carl Pauli (1830–1905) war er Gutsbesitzer in Großkönigsdorf, wo die beiden Brüder 1873 bis 1875 die schlossähnliche Villa Pauli, heute Kloster des Ordens der Schervier-Schwestern, erbauen ließen. Die beiden ledigen Landedelleute erwiesen sich als äußerst großzügige Wohltäter des Ortes, der Kirche und Bedürftiger. 1892 stifteten sie die nach Plänen ihres Neffen Max Trimborn erbaute Magdalenenkapelle.